# Matthew Upson
Matthew James Upson (* 18. dubna 1979 v Eye) je anglický fotbalista, který v současnosti hraje za anglický tým Stoke City. Za reprezentaci Anglie odehrál 21 utkání.